# Хосе Насассі
Хосе Насассі (ісп. José Nasazzi; 24 травня 1901, Монтевідео, Уругвай — 17 червня 1968, там же) — уругвайський футболіст, що грав на позиції захисника.
Виступав, зокрема, за клуб «Насьйональ», а також національну збірну Уругваю. Чемпіон світу 1930 року, дворазовий олімпійський чемпіон. Провів усі матчі за збірну країни як капітан. Один із найкращих захисників в історії Уругваю.
По завершенні ігрової кар'єри — футбольний тренер, недовго тренував збірну Уругваю.

## Клубна кар'єра
Народився 24 травня 1901 року в місті Монтевідео. Його батько Джузеппе був уродженцем Ломбардії, а мати Хасінта (до шлюбу — Ярса) була дочкою баскських емігрантів. Пеньяроль, передмістя Монтевідео, де народився Хосе і який дав назву одному з двох грандів уругвайського футболу, складався майже повністю з італійських переселенців. Власне, і названий він так тому, що заснували його вихідці з апеннінського міста Пінероло.

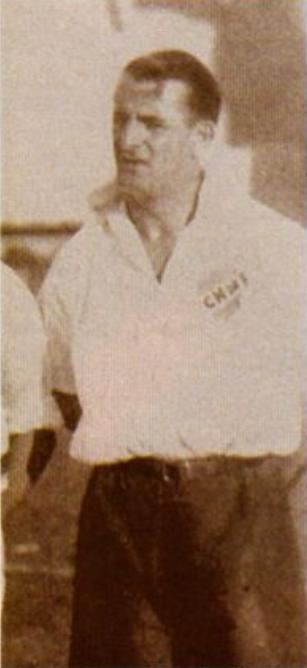
Хосе Насассі під час виступів за «Насьйональ».

Передмістя вважалося залізничним. Більшість його жителів були пов'язані з цією галуззю. Джованні також не був винятком і працював у депо. На початку 20 століття Уругвай переживав не найкращі часи: у 1904 році в країні вибухнула революція, а у 1907 році почався загальний страйк залізничних робітників. Глобальні події відбилися на сім'ї Насассі: Джузеппе звільнили в депо, і він влаштувався путепроходцем на станції Белья Віста в однойменному кварталі уругвайської столиці. Зовсім поруч зі станцією тренувалися і грали футболісти «Пеньяроля». Хосе, єдиний син в сім'ї (в якій було три дочки — Кароліна, Маріанхелес і Тереса Хасінта), з дитинства вирізнявся серед однолітків могутньою статурою, дуже великою ступнею (у дорослому віці він носив взуття 47-го розміру) і вибуховим темпераментом. Крім того, у нього були незвичайні очі — великі, світлі, як дві лампи. Завдяки всьому цьому він змалку отримав прізвисько «Ель Террібле» (Жахливий), що якийсь час супроводжувало його і у великому футболі, поки не було замінене на більш респектабельне «Ель Маріскаль». З грошима в сім'ї Насассі було туго, і Хосе змушений був піти працювати, закінчивши лише початкову школу. Мати Хасінта займалася пошуками йому роботи і прилаштувала його в мармурову майстерню. Хосе почав приносити додому по три песо на день. Майстерня виконувала велике замовлення: вона обробляла будівлю уругвайського парламенту.
У 1918 році, коли Насассі ще не виповнилося 17 років, він почав виступати в столичному клубі «Літо» з третього дивізіону. Тим часом у Белья Вісті, незважаючи на те, що цей квартал вважався найбільш футбольним у Монтевідео, не існувало жодної команди. Кілька багатих сімей на чолі з Вісенте Дзібекі, власником перукарні «Ель Хапон» («Японець»), взялися створити команду. 4 жовтня клуб «Белья Віста» був заснований. У нього запрошувалися всі відомі футболісти, вихідці з кварталу, які розбіглися по різних кінцях Монтевідео. Запрошувався до нього і Насассі. Але клуб «Літо» навідріз відмовилися відпускати його. Насассі довелося порвати з цим клубом в односторонньому порядку.
За діючими тоді правилами це означало, що він мав відправитись на «карантин». Гравцям, які пішли самовільно, заборонялося протягом одного року брати участь в офіційних матчах, що проводяться під егідою Уругвайської Асоціації. Насассі змушений був виступати у так званій Національній лізі. Це було автономне об'єднання команд, що не входило в Асоціацію, і складалося здебільшого з футбольних вболівальників. Практика підтримки форми в Національній лізі серед видатних футболістів, які опинилися на «карантинному» положенні, була широко поширена. Насассі відбув рік вигнання в команді «Роланд Мур», яка базувалася в Пеньяролі. У Національної ліги існувала своя збірна, яка регулярно зустрічалася з аналогічною аргентинською командою. Він їздив в Буенос-Айрес на таке «дербі» як капітан цієї збірної.
«Белья Віста», згідно з правилами, повинна була почати шлях з нижчого, третього дивізіону. Без Насассі вона легко, в перший сезон, вийшла в другий дивізіон, а коли той вийшов з «карантину» і приєднався до новоствореного клубу, також з першої спроби вийшла в еліту уругвайського футболу.
З 1923 року Насассі став гравцем першого дивізіону, а взагалі за клуб провів десять сезонів, зігравши у 250 матчах чемпіонату.
1933 року в Уругваї був легалізований професіоналізм, і Насассі перейшов з «Белья Вісти» в сильніший «Насьйональ», у складі якого нарешті зміг здобути титул чемпіона Уругваю (цього титулу у нього досі не було). У «Насьйоналі» він сформував оборонний дует зі знаменитим бразильцем Домінгосом да Гією. Ймовірно, ця пара захисників була в той час найсильнішої у світовому футболі. 2 травня 1937 року провів свій останній матч.

## Виступи за збірну
4 листопада 1923 року дебютував в офіційних матчах у складі національної збірної Уругваю на вщерть заповненому 20 тисячами вболівальників «Парку Сентраль» в Монтевідео в зустрічі проти парагвайців (2:0). Це був матч в рамках Кубка Америки, який був у підсумку господарями і завойований. Як нагороду вони отримали путівку на Олімпіаду в Париж.

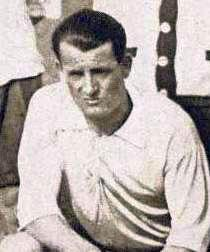
Хосе Насассі у складі збірної Уругваю на чемпіонаті Південної Америки 1926 року.

Перший матч став унікальним, оскільки футболіста, який ще жодного разу не вдягав футболку збірної, відразу призначили капітаном. Це при тому, що в команді були такі легенди, як Анхель Романо або Ектор Скароне, стаж яких налічував вже багато десятків матчів. 41 матч загалом провів Насассі за збірну Уругваю і у всіх носив капітанську пов'язку. Аналогів цьому не було ні до, ні після.
У наступному 1924 році «Селесте» готувалася до першого європейського турніру. Але плавання через океан займало набагато більше часу, ніж сам Олімпійський турнір, і відпроситися на такий довгий термін з місця роботи було досить проблематично. Коли він отримав звістку, що питання вирішилося позитивно, він схопив виріб, який в той момент обробляв, — масивну мармурову, оббиту залізом статую у формі квіткового горщика, — і, прокричавши на весь цех: «Баста! Ти вже мене ніколи більше не будеш діставати!» — з розмаху кинув її об підлогу. Мармуровий горщик, завбачливо підібраний кимось із співробітників, перетворився в реліквію і через багато років був повернутий Насассі в урочистій обстановці з нагоди якогось чергового тріумфу.
На Паризькій олімпіаді Насассі зіграв вирішальну роль у півфінальному та фінальному матчах. У поєдинку з голландцями, на який він вийшов в блакитний шапочці, його прорив у штрафну на 81-й хвилині за рахунку 1:1 привів до призначення пенальті в ворота суперників. Сам він виконувати покарання не став, передавши це право Скароні, який був точний. Уругвай виграв 2:1. У фіналі, де південноамериканцям протистояла Швейцарія, Насассі взяв під опіку кращого гравця європейців Макса Абегглена. Опинившись в такий ситуації, швейцарський форвард нічого не зумів протидіяти і його команда поступилась 0:3. Після перемоги на олімпійському турнірі в Парижі йому запропонували роботу в престижному казино Монтевідео, до майстерні він більше не повертався. Відвідувачі грального закладу мали за честь робити ставки у такого представницького круп'є. З часом він виріс до керівника всією мережею муніципальних гральних закладів Монтевідео.
.

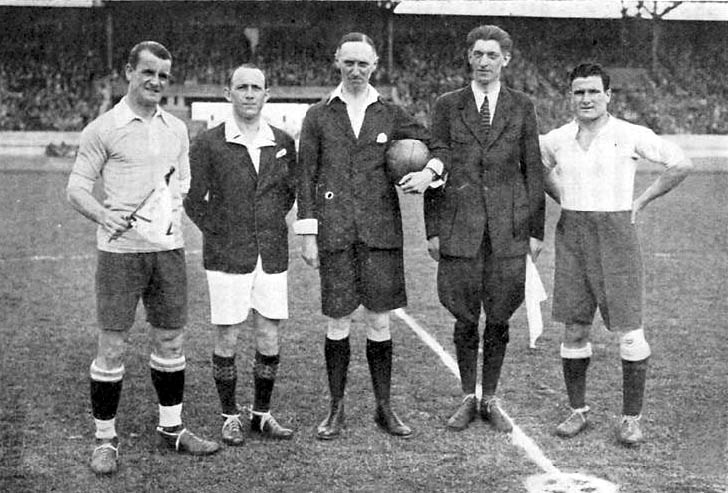
Хосе Насассі (крайній ліворуч) і аргентинський капітан Луїс Монті (крайній праворуч) разом з арбітрами перед фіналом олімпійського футбольного турніру 1928 року.

У 1924 і 1926 роках Насассі допоміг збірній ще двічі виграти Кубок Америки. У 1927 році його в команді не було, і Уругвай поступився трофеєм Аргентині.
На Олімпіаді 1928 року в Амстердамі єгипетський суддя Юсуф Мохамед, видалив його за три хвилини до кінця чвертьфінального матчу з Німеччиною, причому не одного, а на пару з німецьким капітаном Ріхардом Гоффманом. Це був перший випадок у світовому футболі, коли обидва капітана були вигнані з поля. Але це не вплинуло ні на результат цього поєдинку (4:1 на користь Уругваю), ні на результат півфінального (3:2 з Італією), у якому на місці дискваліфікованого Насассі грав Адемар Канавессі. У фіналі аргентинці чинили як ніколи впертий опір «селесте». Вони переграли її за кутовими (13:6), але не за рахунком, який виявився рівним — 1:1. Перегравання складалося для уругвайців ще важче: за підсумками першого тайму рахунок за кутовими був уже 12:1 на користь Аргентини. Але (як цілком справедливо зазначив віце-президент ФІФА Фішер) з Насассі в ролі капітана блакитні були приречені на перемогу. І в цей раз вони хоч і з величезними труднощами, але перемогли 2:1.
Через два роки Уругвай і Аргентина знову зійшлися у фіналі — у фіналі першого чемпіонату світу, і гра знову вийшла надзвичайно впертою. На 37-й хвилині при рівному рахунку (1:1) аргентинець Монті довгим верховим пасом перекинув м'яч через уругвайский захист на Стабіле, який вразив ціль. Уругвайці на чолі з Насассі взялися довго і наполегливо апелювати, вказуючи на те, що відразу в двох суперників — Стабіле і Феррейри — був офсайд. Бельгійський арбітр Ланженю, порадившись з лайнсменом, не піддався на вмовляння і гол зарахував. У перерві Насассі продовжував оскаржувати його рішення і навіть накреслив для Ланженю в роздягальні діаграму на стіні. Її не стали витирати, і вона довгий час слугувала чимось на зразок «національного надбання». Після перерви «селесте» підбадьорилися і перемогли 4:2. Дербі Уругвай — Аргентина тоді були дуже частими. Багато разів Насассі протистояв аргентинський капітан Феррейра. Але, непримиренні на полі, вони були нерозлучними друзями життя і залишилися такими до останніх днів Насассі.
У 1935 році перуанці з нагоди 400-річчя їх столиці Ліми взяли на себе проведення позачергового Кубка Америки. У фіналі, як зазвичай, зустрілися Уругвай і Аргентина. У якийсь момент хавбек «селесте» Лоренсо Фернандес схопився за хвору ногу і застогнав: «Більше не можу… Мені треба піти з поля!» «Я тобі дам „піти“, — пригрозив йому Насассі. — Хочеш, зараз весь Уругвай дізнається, який ти скиглій?» — сказав він нарочито гучним голосом, показуючи в бік мікрофона радиорепортажу матчу, що йшов у прямий ефір). «Я скиглій?!» — Фернандес піднявся з газону немов ужалений і кинувся в боротьбу. Уругвай переміг 3:0.
Це був останній великий турнір Насассі й останній його тріумф. 20 вересня 1936 року його проводили зі збірної. Суперником символічно знову була Аргентина, і перемога залишилася знову за Уругваєм — 2:1. Протягом кар'єри у національній команді, яка тривала 14 років, провів у формі головної команди країни 39 матчів.

## Подальше життя
По завершенні ігрової кар'єри Насассі спробував попрацювати тренером збірної Уругваю, з якою навіть зайняв 4 місце на Кубку Америки 1945 року у Чилі, але швидко зрозумів, що це не для нього. Журналістика у нього пішла краще. Але вона для Насассі завжди була не більше ніж хобі. Гроші він заробляв куруючи гральні заклади.
Під час Паризької олімпіади гравці збірної Уругваю багато часу проводили на Монмартрі — в центрі паризької проституції. Олімпійці прив'язалися до повій і повезли їх з собою в зворотний шлях через океан. Далі доля жінок склалася по-різному: деякі повернулися додому, деякі продовжили в борделях на берегах Ла-Плати. А Хосе Насассі закохався у повію Елен Раго і одружився з нею. Дітей у них не було.
У 1968 році у Насассі захворів на невиліковну хворобу — рак стравоходу. Лікарі вважали хірургічне втручання безнадійним, і Елен відправила його в санаторій, сподіваючись лише на диво. Насассі знав, що вмирає, але намагався не надавати цьому значення. В останні місяці життя він все одно вів рухливий спосіб життя і не втрачав звичайного для себе почуття гумору. 17 червня аргентинський «Естудіантес» і бразильський «Палмейрас» приїхали в Монтевідео грати третій, додатковий фінальний поєдинок Кубка Лібертадорес. Для старих друзів Хосе, в тому числі аргентинських, це виглядало як прекрасний привід відвідати його. Насассі помер через лічені години після того, як проводив гостей. Його дружина не винесла самотності і незабаром також померла.

## Пам'ять
- Стадіон клубу «Белья Віста» названий на його честь.
- На честь Хосе Насассі називається одна з неофіційних систем визначення найсильнішої команди світу — «Естафетна паличка Насассі». Після перемоги збірної Уругваю на чемпіонаті світу 1930 року перша команда, яка обіграла чемпіона, підхоплює цю саму естафетну паличку і проголошується найсильнішою у світі[5]. На відміну від інших подібних рейтингів (наприклад, Неофіційний чемпіон світу), рахується виключно результат, зафіксований в основний час гри[6].

## Титули і досягнення

### Командні
- Чемпіон Уругваю: 1933, 1934
- Чемпіон світу: 1930
- Олімпійський чемпіон: 1924, 1928[7]
- Чемпіон Південної Америки (4): 1923, 1924, 1926, 1935
- Бронзовий призер Чемпіонату Південної Америки: 1929

### Індивідупльні
- Володар «Золотого м'яча» чемпіонату світу: 1930
- У символічній збірній чемпіонату світу: 1930
- Найкращий футболіст Чемпіонату Південної Америки: 1935